# Herb gminy Łaziska
Herb gminy Łaziska – jeden z symboli gminy Łaziska, ustanowiony 27 marca 2009.

## Wygląd i symbolika
Herb przedstawia na tarczy w polu czerwonym z prawej postać o wąsach, włosach i długiej szacie srebrnej, z zamkniętymi oczami i skrzyżowanymi na piersiach rękoma, z lewej biskup w szatach liturgicznych srebrnych ze złotym wierzchem i takiejż infule, unoszący prawicę w stronę postaci z prawej, trzymający w lewicy pastorał złoty. Herb nawiązuje do współpatrona lokalnej parafii w Piotrawinie - Świętego Stanisława. Samo przedstawienie ilustruje legendę z I połowy XIII wieku, jakoby biskup Stanisław miał wskrzesić zmarłego rycerza Piotra z Janiszewa, zwanego Piotrowinem. Istnieją przedstawienia ikonograficzne tej sceny, które na potrzeby herbu poddano odpowiedniej stylizacji. Został on wybrany spośród 9 propozycji autora.